# غسل
غسل، در لغت به معنای شستن است و در اصطلاح به مجموعه‌ای از اراده قلبی و اجرای عملی در خصوص شستن بدن گفته می‌شود.

## انواع غسل
غسل‌ها بر پایهٔ حکم شرعی به دو دسته تقسیم می‌شود:
- غسل‌های واجب
- غسل‌های مستحب

### غسل‌های واجب
هفت نوع غسل واجب وجود دارد که خود به دو گروه اصلی تقسیم می‌شوند:
- غسل واجب مشترک زنان و مردان
- غسل‌های خاص زنان

#### غسل‌های واجب مشترک زنان و مردان
- غسل میت
- غسل مس میت
- غسل نذر و عهد
- غسل جنابت

#### غسل‌های خاص زنان
غسل‌های خاص زنان به لحاظ خونی است که از اندام تناسلی آنها خارج می‌شود و براساس نوع خون نوع وضعیت جسمی آنان و به تبع آن حکم وضعی آنها در فقه شیعه متفاوت است.
سه نوع غسل واجب خاص زنان وجود دارد:
- غسل حیض
- غسل استحاضه
- غسل نفاس (شستشوی) زچگی

### غسل‌های مستحب
غسل‌های مستحب بسیاری وجود دارند که از جملهٔ آنها می‌توان به موارد زیر اشاره کرد:
- غسل روز جمعه
- غسل روز عید
- غسل حج عمره
- غسل پس از تغسیل میت
- غسل پاکیزگی
- غسل برای حاجت خواستن از خداوند متعال و برای توبه و نشاط به جهت عبادت.

## چگونگی انجام غسل
غسل واجب یا مستحب را (به جز غسل میت) به دو صورت می‌توان انجام داد:
- اول: ترتیبی
- دوم: ارتماسی

در غسل ارتماسی باید بدن پاک باشد ولی در غسل ترتیبی پاک بودن تمام بدن لازم نیست و اگر تمام بدن نجس باشد و هر قسمتی را پیش از غسل دادن آن قسمت آب بکشد کافی است.

### تعریف غسل ترتیبی
در غسل ترتیبی باید به نیت غسل، اول سر و گردن، بعد طرف راست، بعد طرف چپ بدن شسته شود.

### تعریف غسل ارتماسی
غسل ارتماسی آن است که بعد از نیّت، تمام بدن یک دفعه در آب فرورود، خواه در استخر باشد خواه در مکانی که انسان بتواند یک دفعه تمام بدنش را به زیر آب فرو برد.